# Жилко, Виктор Фёдорович
Виктор Фёдорович Жилко (1 апреля 1941, Жмеринка — 18 октября 2022, Киев) — советский и украинский художник театра и кино, кинорежиссёр, сценарист.

## Биография
Родился 1 апреля 1941 года в городе Жмеринка Винницкой области в семье лингвиста, профессора Федота Жилко и писательницы Докии Жмер (Жилко). Окончил Киевскую художественную школу им. Т. Г. Шевченко.
В 1961—1962 годах учился в Московском высшем промышленном училище (Строгановское). Окончил художественный факультет Ленинградского института театра, музыки и кинематографии (1965, мастерская Н. П. Акимова) и режиссёрский факультет Киевского государственного института театрального искусства им. И. Карпенко-Карого (1973, мастерская Н. Мащенко, К. Степанкова).
Работал художником-постановщиком в театрах России (город Владимир) и Украины, главным художником учебного театра Киевского государственного института театрального искусства им. И. Карпенко-Карого.
С 1971 года — художник-постановщик Киевской киностудии им. А. П. Довженко.
С 1975 года член Союза кинематографистов Украины.
Ушёл из жизни 18 октября 2022 года.

## Фильмография
Художник-постановщик:
- «Озарение» (1971, реж. В. Денисенко, в соавт. с худ. А. Кудрей)
- «Как закалялась сталь» (1973, т/ф, 6 с, в соавт. с Э. Шейкиным)
- «Вы Петьку не видели?» (1975, реж. В. Попов)
- «Среди лета» (1975, реж. В. Ильяшенко)
- «Дознание пилота Пиркса» (1980, реж. Марек Пестрак, награда «Золотой астероид» Международного кинофестиваля, Польша)
- «Копилка» (1980, т/ф, 2 с, в соавт. с Л. Жилко)
- «Ярослав Мудрый» (1983, реж. Г. Кохан, в соавт. с худ. Л. Жилко)

Режиссёр-постановщик:
- «Киевские встречи» (1980, новелла «Остановись, минута!»)
- «Голос памяти» (1982, реж. дебют, Мосфильм совместно с Киностудией имени А. Довженко)
- «Первоцвет» (1987, худ. фильм)
- «Генеральная репетиция» (1988, 2 с., т/ф о лицейских годах Николая Гоголя)

Сценарист:
- «Последний осенний листок» (2005, сценарист, реж. дебют Владимира Жилко — Вторая премия в конкурсе короткометражных фильмов Международного кинофестиваля GAFFERS (Global Art Film Festival — Experience and Repertory Sacramento) в Сакраменто (штат Калифорния), 2006)
- «Законы войны» (2008, сценарист, режиссёр Владимир Жилко)